# 根本拓
根本 拓（ねもと たく、1986年〈昭和61年〉9月11日 - ）は、日本の政治家、弁護士。自由民主党所属の衆議院議員（1期）。父親は元衆議院議員の根本匠。

## 来歴
1986年、福島県郡山市生まれ。東京大学、ハーバード大学を修了後、弁護士事務所に所属しながら、アメリカやフランス、経済協力開発機構（OECD）で勤務した。
2024年9月28日、父の匠が第50回衆議院議員総選挙に立候補しない意向を固めたことが報道により明らかとなった。同年10月3日、自由民主党福島県連は、次期衆院選の福島2区に長男の拓を擁立する方針を固めた。
同年10月15日、総選挙が公示され、福島2区からは根本、立憲民主党現職の玄葉光一郎、日本共産党新人の元須賀川市議会議員の丸本由美子の3人が立候補した。10月27日、総選挙執行。投票締め切りの20時直後に福島テレビは玄葉の当選確実を報じ、玄葉は11期目の当選を果たした。自民党は比例東北ブロックで5議席を獲得。単独1位の江渡聡徳と単独2位の森下千里を除く3議席のうち、3番目の惜敗率（75.141％）で初当選した。

## 選挙歴
| 当落 | 選挙                   | 執行日         | 選挙区      | 政党       | 得票数    | 得票率 | 定数 | 得票順位 /候補者数 | 政党内比例順位 /政党当選者数 |
| ---- | ---------------------- | -------------- | ----------- | ---------- | --------- | ------ | ---- | ------------------ | ---------------------------- |
| 比当 | 第50回衆議院議員総選挙 | 2024年10月27日 | 福島県第2区 | 自由民主党 | 9万2616票 | 40.54% | 1    | 2/3                | 5/5                          |